# Copa de la Reina de Fútbol 2006
La Copa de la Reina de Fútbol 2005-06 se disputó entre el 7 de mayo y el 11 de junio de 2006.
El RCD Espanyol se proclamó campeón, logrando así el doblete.

## Sistema de competición
Como en ediciones anteriores, tomaron parte en el torneo los clubes que finalizaron entre los ocho primeros clasificados de la Superliga 2005/06.
La competición se desarrolló por sistema de eliminación directa, con partidos a doble vuelta, excepto la final, jugada a partido único en terreno neutral

## Cuadro de resultados
|  | Cuartos de final | Cuartos de final | Cuartos de final |       |            | Semifinales     | Semifinales     | Semifinales     |  |              | Final       | Final       |  |
|  | 7 - 14 de mayo   | 7 - 14 de mayo   | 7 - 14 de mayo   |       |            | 21 - 28 de mayo | 21 - 28 de mayo | 21 - 28 de mayo |  |              | 11 de junio | 11 de junio |  |
|  |                  |                  |                  |       |            |                 |                 |                 |  |              |             |             |  |
|  |                  |                  |                  |       |            |                 |                 |                 |  |              |             |             |  |
|  | RCD Espanyol     | 4                | 3                |       |            |                 |                 |                 |  |              |             |             |  |
|  | RCD Espanyol     | 4                | 3                |       |            |                 |                 |                 |  |              |             |             |  |
|  | Sevilla FC       | 1                | 2                |       |            |                 |                 |                 |  |              |             |             |  |
|  | Sevilla FC       | 1                | 2                |       | Levante UD | 0               | 0               |                 |  |              |             |             |  |
|  |                  |                  |                  |       | Levante UD | 0               | 0               |                 |  |              |             |             |  |
|  |                  |                  | RCD Espanyol     | 0     | 1          |                 |                 |                 |  |              |             |             |  |
|  | Levante UD       | 1                | RCD Espanyol     | 0     | 1          | 3               |                 |                 |  |              |             |             |  |
|  | Levante UD       | 1                |                  |       |            |                 |                 |                 |  |              |             |             |  |
|  | FC Barcelona     | 0                | 0                |       |            |                 |                 |                 |  |              |             |             |  |
|  | FC Barcelona     | 0                | 0                |       |            |                 |                 |                 |  | RCD Espanyol | 2 (4)       |             |  |
|  |                  |                  |                  |       |            |                 |                 |                 |  | RCD Espanyol | 2 (4)       |             |  |
|  |                  |                  | SD Lagunak       | 2 (3) |            |                 |                 |                 |  |              |             |             |  |
|  | Athletic Club    | 2                | SD Lagunak       | 2 (3) | 1          |                 |                 |                 |  |              |             |             |  |
|  | Athletic Club    | 2                |                  |       |            |                 |                 |                 |  |              |             |             |  |
|  | Rayo Vallecano   | 4                | 4                |       |            |                 |                 |                 |  |              |             |             |  |
|  | Rayo Vallecano   | 4                | 4                |       | SD Lagunak | 1               | 5               |                 |  |              |             |             |  |
|  |                  |                  |                  |       | SD Lagunak | 1               | 5               |                 |  |              |             |             |  |
|  |                  |                  | Rayo Vallecano   | 2     | 3          |                 |                 |                 |  |              |             |             |  |
|  | SD Lagunak       | 3                | Rayo Vallecano   | 2     | 3          | 2               |                 |                 |  |              |             |             |  |
|  | SD Lagunak       | 3                |                  |       |            |                 |                 |                 |  |              |             |             |  |
|  | CF Irex Puebla   | 1                | 3                |       |            |                 |                 |                 |  |              |             |             |  |
|  | CF Irex Puebla   | 1                | 3                |       |            |                 |                 |                 |  |              |             |             |  |
|  |                  |                  |                  |       |            |                 |                 |                 |  |              |             |             |  |

## Final
| 11 de junio de 2006, 12:30 (CET) | RCD Espanyol                         | 2:2 (0:0, 1:1) (t. s.)(4:3 p.) | SD Lagunak                                 | Polideportivo Municipal de Nazaret, Valencia             |                                                          |
|                                  | - Carol 54' - Adriana 96'            |                                | - 76' Uxue - 106' Nuria                    | Asistencia: 500 espectadores Árbitro(s): Enrique Soriano | Asistencia: 500 espectadores Árbitro(s): Enrique Soriano |
|                                  |                                      | Tiros desde el punto penal     |                                            |                                                          |                                                          |
|                                  | Carol · Adriana · Noemí Rubio · Sara |                                | Marta · Mari Paz · Helena · Sandra · Tiara |                                                          |                                                          |

| Cristina       |            |     |
| Ane Bergara    | Amonestado |     |
| Laura Falçes   |            |     |
| Miriam Diéguez |            |     |
| Marta Torrejón | Amonestado |     |
| Lara           |            | 94' |
| Noemí Rubio    | Amonestado |     |
| Carol          |            |     |
| Marta Cubí     |            |     |
| Adriana Martín |            |     |
| Sara Serna     |            |     |
| Cambios:       |            |     |
| Sara Quílez    |            | 94' |

| Mariatxi |            |     |
| Carmen   |            | 68' |
| Ainar    | Amonestado | 68' |
| Ainhoa   |            |     |
| Maite    |            | 68' |
| Marta    |            |     |
| Mari Paz |            |     |
| Elena    |            |     |
| Uxue     |            |     |
| Laura    | Amonestado |     |
| Sandra   |            |     |
| Cambios: |            |     |
| Oihane   | Amonestado | 68' |
| Nuria    |            | 68' |
| Tiara    |            | 68' |

| Bandera de Cataluña     |
| RCD Espanyol 3.º título |

| Predecesor: Copa de la Reina 2005 | Copa de la Reina de Fútbol 2006 | Sucesor: Copa de la Reina 2007 |

- Datos: Q4606000